# Scaeosopha dentivalvula
Scaeosopha dentivalvula es una especie de polilla de la familia Cosmopterigidae. Se encuentra en Sulawesi.
La envergadura es de unos 17 mm. El color de fondo de las alas es de color amarillo blanquecino, superado con manchas marrones y negras rodeadas de amarillo, así como con rayas marrones cortas a lo largo de las venas. Las alas traseras son de color marrón amarillento profundo.

## Etimología
El nombre de la especie se refiere al proceso ventroapical similar a un diente en la valva y se deriva del prefijo latino denti- (que significa diente) y valvulus (que significa valvula).

## Biología
Los adultos vuelan durante la noche. Se alimentan de las hojas de las plantas de la familia Euphorbiaceae.

## Distribución
Scaeosopha dentivalvula se encuentra solo en Sulawesi, Indonesia.